# Mark Buckingham (triathlon)
Pour les articles homonymes, voir Buckingham.
Mark Buckingham, né le 4 mai 1985, est un triathlète et duathlète professionnel britannique.

## Biographie
Mark Buckingham fait partie de l'équipe de Grande-Bretagne de triathlon, triple champion d’Angleterre de duathlon en 2011, 2012 et 2013, il participe également à la coupe du monde de triathlon ou il remporte sa première victoire sur l'étape de Palamós. En 2014, il remporte pour la première fois le championnat britannique de triathlon devant ses compatriotes David Bishop et Iestyn Harrett.
En France et en 2014, il est sociétaire du club de triathlon de Vesoul dans la Haute-Saône.

## Palmarès
Le tableau présente les résultats les plus significatifs (podium) obtenus sur le circuit international de triathlon et de duathlon depuis 2012.
| Année | Compétition                                        | Pays        | Position           | Temps           |
| ----- | -------------------------------------------------- | ----------- | ------------------ | --------------- |
| 2015  | Championnats du monde de triathlon en relais mixte | Allemagne   | Médaille de bronze | 1 h 20 min 52 s |
| 2015  | Coupe d'Europe - l'étape de Antalya                | Turquie     | Médaille d'or      | 1 h 44 min 20 s |
| 2015  | Coupe d'Europe - l'étape de Quarteira              | Portugal    | Médaille d'argent  | 1 h 48 min 54 s |
| 2014  | Coupe d'Europe - l'étape de Banyoles               | Espagne     | Médaille d'or      | 1 h 47 min 49 s |
| 2014  | Championnat britannique                            | Royaume-Uni | Médaille d'or      | 1 h 49 min 15 s |
| 2013  | Coupe du monde - l'étape de Palamós                | Espagne     | Médaille d'or      | 1 h 48 min 50 s |

| Année | Compétition                               | Pays        | Position           | Temps           |
| ----- | ----------------------------------------- | ----------- | ------------------ | --------------- |
| 2017  | Championnats du monde de duathlon         | Canada      | Médaille de bronze | 1 h 55 min 14 s |
| 2015  | Championnats du monde de duathlon         | Australie   | Médaille de bronze | 1 h 48 min 9 s  |
| 2013  | Championnat de duathlon - Grande-Bretagne | Royaume-Uni | Médaille d'or      | 0 h 54 min 5 s  |
| 2012  | Championnat de duathlon - Grande-Bretagne | Royaume-Uni | Médaille d'or      | 0 h 54 min 8 s  |